# Отель-Дьё (Бон)
Отель-Дьё (фр. Hôtel-Dieu de Beaune) — средневековая больница в Боне (Франция). Другое название — Les hospices de Beaune; в русском переводе «Госпиталь в Боне», «Бонская больница», «Бонский хоспис», «Бонская богадельня».

## История
Больница в Боне была основана в 1443 году (по другим сведениям в 1452 году) канцлером Бургундии Николя Роленом и его супругой Гигоной де Сален. В 1435 году закончилась Столетняя война, оставив многих людей без средств к существованию; кроме того, население тяжело пострадало от эпидемии чумы. Именно для беднейшей части населения и предназначалась больница. Однако Николя Ролен хотел не просто построить здание, отвечавшее данной цели; он стремился создать произведение архитектурного искусства. Вероятно, образцами ему послужили здания больниц во Фландрии, где Ролен неоднократно бывал, однако для строительства он пригласил местных мастеров.
Строительные работы продолжались восемь лет; первых пациентов больница приняла 1 января 1452 года. Позднее, в 1459 году, Ролен получил разрешение на создание ордена сестёр-госпитальерок, которые должны были сочетать монашескую жизнь с уходом за больными. Постепенно больница стала пользоваться популярностью не только у малоимущих, но также у состоятельных буржуа и аристократов. Их многочисленные дары позволили существенно расширить и украсить больницу, которая со временем получила прозвание «Дворец нищих».
Отель-Дьё оставался действующей больницей вплоть до 1971 года, когда его функции перешли к более современному медицинскому центру.

## Архитектура и интерьер

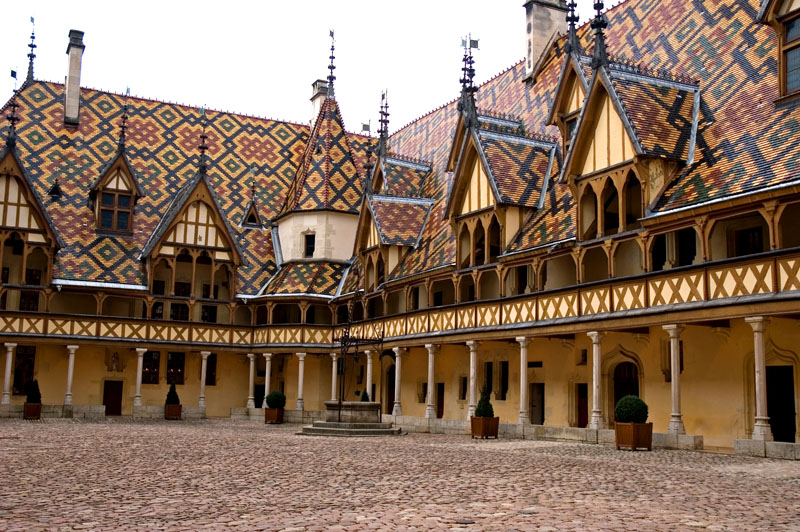
Внутренний двор: крыша с разноцветной черепицей

Отель-Дьё считается одним из шедевров бургундской средневековой готической архитектуры. Особо примечательны крыши, покрытые разноцветной черепицей четырёх цветов (красный, синий, жёлтый, зелёный), образующей геометрические узоры. Подобная полихромная черепица, вероятно, происходит из Центральной Европы, однако она настолько распространилась в Бургундии, что стала считаться традиционной именно для этой местности.

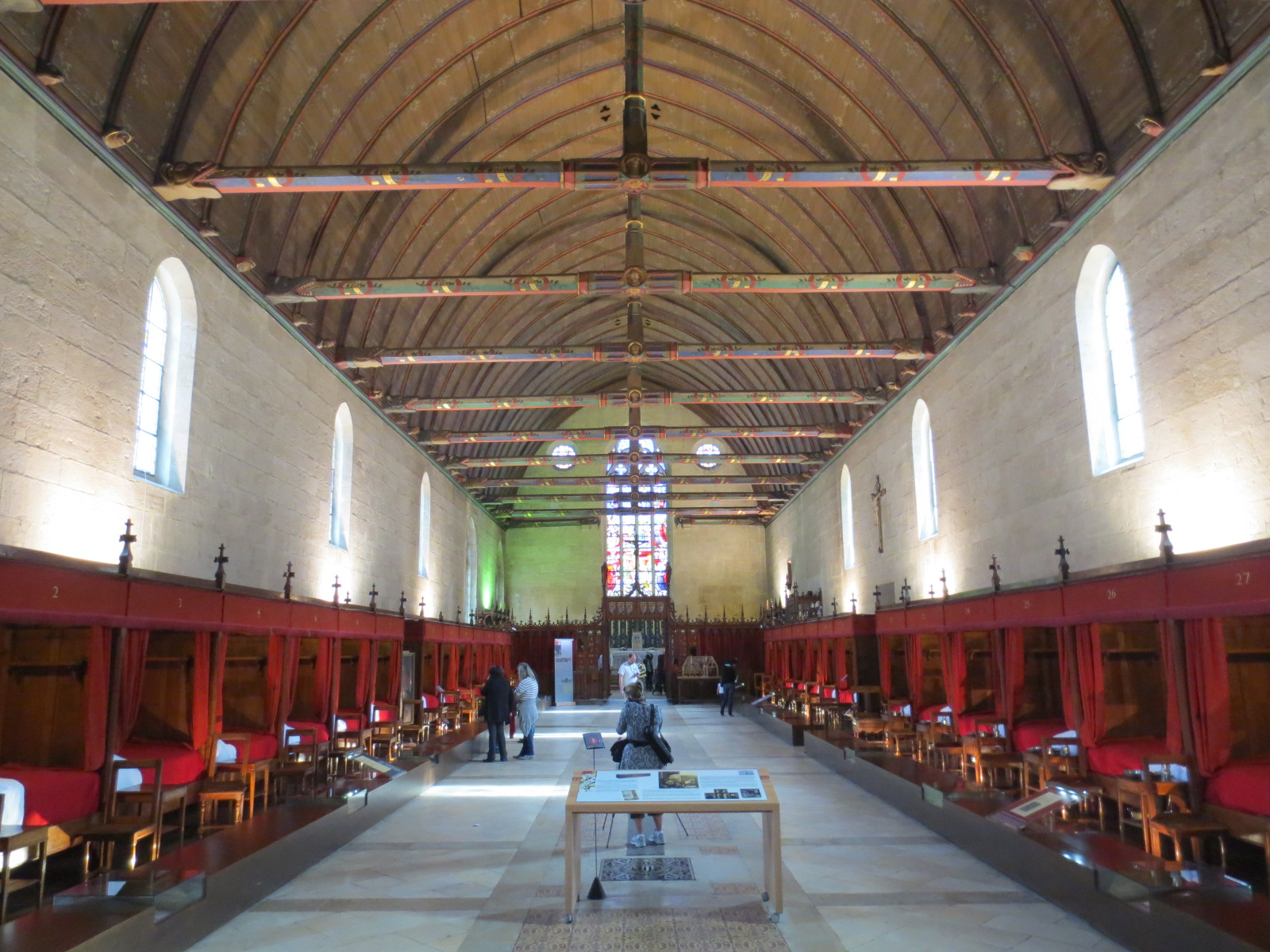
Большой зал нищих

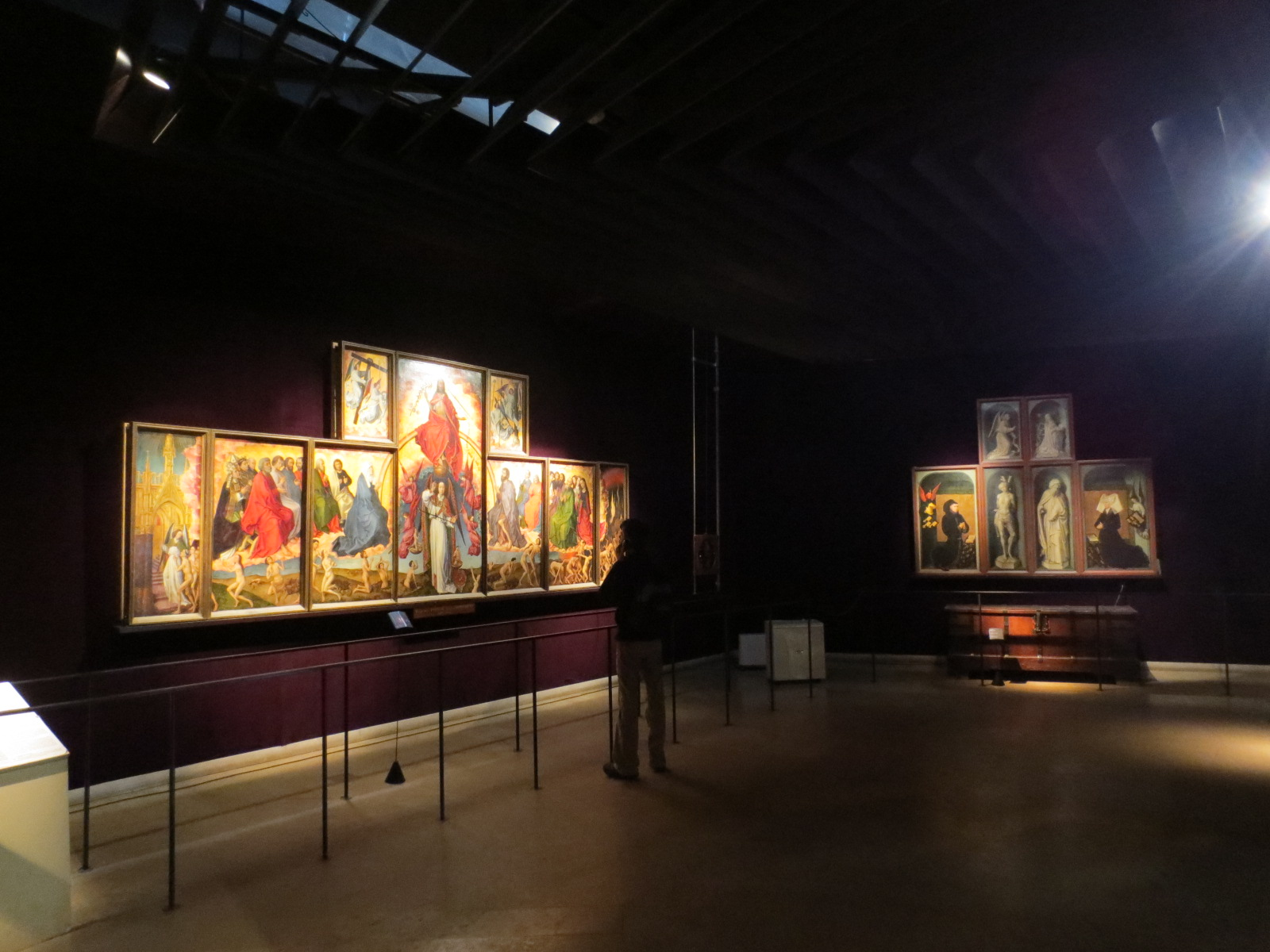
Полиптих «Страшный суд»

«Сердцем» Отель-Дьё является так называемый Большой зал нищих (Grande Salle des Pôvres) — помещение, насчитывающее 50 м в длину, 14 в ширину и 16 в высоту. Он украшен оригинальной деревянной резьбой; поперечные балки, пересекающие зал, держат в зубах расписные резные драконы. Частью зала является также небольшая капелла, где покоятся останки Гигоны де Сален.
В помещении имеются ещё несколько залов, кухня и старинная аптека, где монахини готовили лекарства. В настоящее время в залах располагается обширная и разнообразная коллекция предметов искусства, собранная больницей за долгие века её существования. Поскольку Отель-Дьё существовал преимущественно за счёт пожертвований, лечившиеся здесь дарили больнице мебель, стенные ковры, картины, статуи и так далее. В общей сложности насчитывается около 5000 экспонатов.
Наиболее известным среди них является знаменитый полиптих, созданный нидерландским живописцем Рогиром ван дер Вейденом по заказу Николя Ролена и изображающий сцену Страшного суда. Первоначально он размещался в часовне, однако сейчас ему отведён отдельный зал.

## Современность

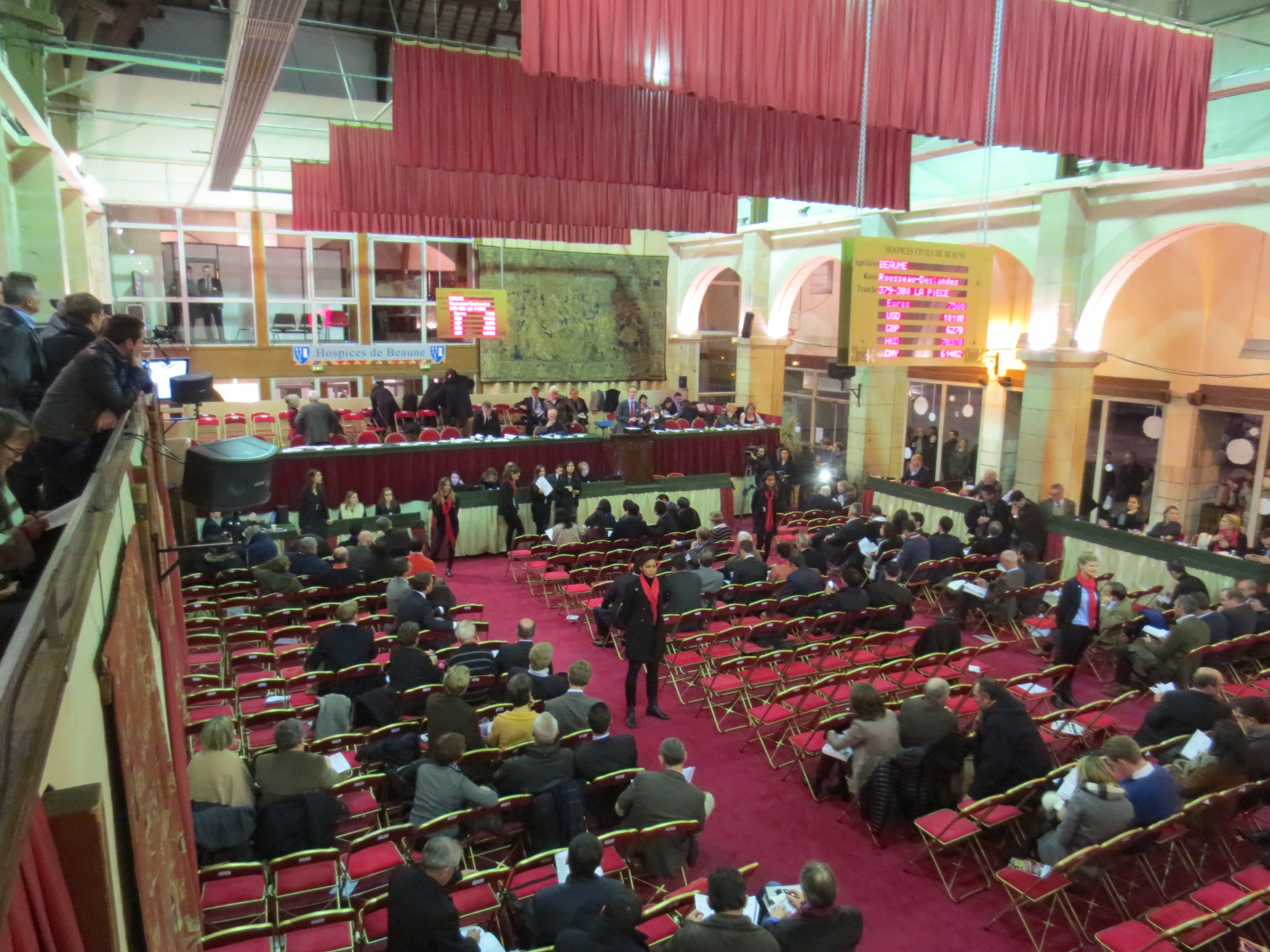
Винный аукцион в Отель-Дьё

В настоящее время Отель-Дьё признан историческим памятником и представляет собой музей, который посещают 40 000 посетителей ежегодно. Отдельные залы также сдаются в аренду для проведения мероприятий.
Кроме того, заведению принадлежат виноградники общей площадью 60 гектаров. Полученное вино продаётся со старейшего благотворительного винного аукциона, который проводится в третье воскресенье ноября. Аукцион носит благотворительный характер; полученные средства используются для поддержания здания Отель-Дьё и приобретения оборудования для больниц.
В 1966 году в Отель-Дьё снимался знаменитый фильм «Большая прогулка» с Бурвилем и Луи де Фюнесом. В то время помещение ещё было действующей больницей.